# Anaya
Anaya er en by og kommune i det centrale Spanien i provinsen Segovia. Den har et indbyggertal på 119 (2024) indbyggere.